# Jan Vapaavuori
Jan Pellervo Vapaavuori (ur. 3 kwietnia 1965 w Helsinkach) – fiński prawnik i polityk, deputowany, w latach 2007–2011 minister mieszkalnictwa, od 2012 do 2015 minister spraw gospodarczych, w latach 2017–2021 burmistrz Helsinek.

## Życiorys
Jest synem fińskiego prawnika Panu Vapaavuoriego i szwedzkiej nauczycielki Gun. W 1989 ukończył studia prawnicze na Uniwersytecie Helsińskim. Na początku lat 90. pracował na tej uczelni jako asystent, zajmując się prawem porównawczym i finansowym. W różnych okresach był zatrudniony w administracji frakcji parlamentarnej Partii Koalicji Narodowej. Pełnił funkcję asystenta konserwatywnych ministrów, Perttiego Salolainena, Sauliego Niinistö i Kimmo Sasiego. Od 2001 do 2003 był dyrektorem w prywatnym przedsiębiorstwie.
W 1997 został radnym Helsinek, od 2005 do 2007 stał na jej czele. W 2003 po raz pierwszy dostał się do parlamentu z ramienia Partii Koalicji Narodowej. W wyborach parlamentarnych w 2007 i 2011 uzyskiwał reelekcję w Helsinkach. 19 kwietnia tego samego roku objął urząd ministra mieszkalnictwa w drugim rządzie Mattiego Vanhanena. Utrzymał zajmowane stanowisko również w powołanym 22 czerwca 2010 rządzie Mari Kiviniemi (do 22 czerwca 2011). W obu rządach był także ministrem w resorcie spraw zagranicznych (od 1 czerwca 2007), a od 30 marca 2010 również w kancelarii premiera.
16 listopada 2012 powrócił do administracji rządowej jako minister spraw gospodarczych w gabinecie Jyrkiego Katainena. Pozostał na tym stanowisku również w utworzonym w 2014 gabinecie Alexandra Stubba, przegrywając wcześniej z nowym premierem wybory na przewodniczącego Partii Koalicji Narodowej. W 2015 nie kandydował w wyborach parlamentarnych, a 29 maja 2015 zakończył urzędowanie na stanowisku ministra. Pełnił następnie funkcję wiceprezesa Europejskiego Banku Inwestycyjnego.
W 2017 był kandydatem Partii Koalicji Narodowej na zreorganizowane stanowisko burmistrza Helsinek. Urzędowanie rozpoczął w czerwcu tegoż roku, a zakończył w sierpniu 2021.

## Odznaczenia
- Krzyż Komandorski Orderu Sokoła Islandzkiego (Islandia, 2018)[6]